# Assassin's Creed: Revelations
Assassin's Creed: Revelations (укр. Кредо Вбивці: Одкровення) — псевдоісторична відеогра в жанрі пригодницького бойовика, розроблена студією Ubisoft Montreal, спільно з підрозділами компанії Ubisoft в Ансі (Франція), Бухаресті, Квебеку, Києві, Мальме (Швеція), а також в Сингапурі. Видана компанією Ubisoft для персональних комп'ютерів та ігрових приставок PlayStation 3 та Xbox 360. Четверта за рахунком гра в серії Assassin's Creed і третя заключна частина трилогії про життя Еціо Аудіторе да Фіренце, розпочатої в грі Assassin's Creed II.
Гра була випущена 15 листопада 2011 року в Північній Америці, Європі та 1 грудня в Японії для ігрових приставок. 29 листопада в Північній Америці і 2 грудня в Європі для персональних комп'ютерів. Видавцем гри на території Росії та країн СНД є компанія «Акелла».

## Ігровий процес

### Нововведення
Хоча гра використовує основи, закладені ще першою частиною серії, в Revelations додалися деякі удосконалення. До зброї протагоніста тут додано «ніж-гак». З його допомогою можна ковзати по тросах, натягнутих між будинками, що суттєво пришвидшує пересування з однієї частини міста в іншу, також його можна використовувати в бою. Деякі контракти тепер вимагають певного озброєння, отримуваного в знавця-асасина.
У грі з'явилися бомби, які можна збирати з доступних інгредієнтів. Усього заявлено 120 різних рецептів для створення бомб з різними ефектами.
Для розвитку міста тепер потрібно не знищувати вежі тамплієрів, як раніше, а запалювати там сигнальний вогонь. Змінилася концепція необов'язкових побічних завдань, які тепер видаються випадково. Гільдія куртизанок замінена гільдією циганок (англ. the Romani).
З'явилася нова здатність асасина — «Орлине чуття» (англ. Eagle sense), яке дозволяє сфокусуватися на одному певному персонажі та дізнатися, в якій частині локації він побував і куди він вирушить незабаром, що дозволяє обходити варту та ефективно розставляти пастки.
Також, у Revelations запроваджено «Чорну Кімнату» (англ. Black Room) — режим роботи «Анімуса», де належить керувати Дезмондом, подорожуючи по його підсвідомості, і дізнаватись подробиці вже його минулого, а не його предків.
Якщо рівень популярності зашкалює, вартові нападуть на місцеве лігво асасинів. Його доведеться обороняти, щоб район не перейшов до тамплієрів, а оборона відбувається у вигляді Tower Defense. Якщо ж командир бази магістр-асассин, то база, яку він захищає, отримує «імунітет» до атак ворогів.

### Багатокористувацький режим
- З'явилася можливість зміни зовнішнього вигляду персонажа та озброєння.
- Багатокористувацький режим став важливою частиною сюжету, що розкриває діяльність «Абстерґо».
- Розширився асортимент здібностей персонажів.

## Сюжет
Сюжет гри починається з того, що Дезмонд отямлюється в тестовій програмі «Анімуса», де вже перебуває Піддослідний 16, Клей Качмарек, якого досі вважали загиблим. 16-й пояснює йому, що «Анімус» намагається знайти Дезмонда і вилучити, як шкідливий вірус, а Клей з усіх сил намагається запобігти цьому. Качмарек пояснює, що Дезмонд унаслідок тривалого користування «Анімусом», і якщо той вчасно не вийде з коми, то помре.
Дія переноситься в 1511 рік. 52-річний майстер-асасин Еціо Аудіторе да Фіренце вирушає на схід, на батьківщину великого асасина Альтаїра ібн Ла-Ахада, де шукає сліди загубленої бібліотеки ордена асасинів. Ця небезпечна подорож обіцяє бути повною відкриттів і одкровень. Для доступу до бібліотеки, яка розташована в Масьяфі, необхідні п'ять печаток, які Еціо шукатиме в Константинополі. Одна з печаток вже потрапила до рук тамплієрів, і Еціо потрібно відібрати печатку Нікколо Поло в їхнього лідера, Леандруса, який знайшов її в Масьяфі. Також ці печатки відкривають моменти життя та смерті Альтаїра.
В цю епоху Візантійська імперія вже 60 років як підкорена османами. І хоча попереду в Константинополя період бурхливого зростання під новим правлінням, зараз містяни налаштовані похмуро. Константинополь — серце Османської Імперії, де зростаюча армія тамплієрів загрожує стабільності регіону. На тлі всього цього зріє палацовий конфлікт: за владу в місті борються два сини султана Баязида II. Еціо не збирається стояти осторонь — він вирішує стати на бік онука султана, легендарного Сулеймана I.
Під час прибуття до Константинополя, Еціо знайомиться з принцом Сулейманом, який представляється, як учень. У порту Еціо зустрічає Юсуфа Тазіма, який погоджується допомогти майстру-асасину. Показавши квартал Галати, Юсуф дарує Еціо ніж-гак, створений асасинами під кінець 15-го століття. Юсуф показує його в дії, і Еціо просить допомогти в пошуках печаток Альтаїра. Також Еціо особисто обороняє базу асасинів від тамплієрів. В Константинополі Еціо допомагає місцевим жителям і недовго керує асасинами-рекрутами. Дізнавшись, що в Константинополі раніше була крамниця Нікколо Поло, Еціо вирішує її оглянути аби знайти підказки в пошук печаток. Він знаходить там підземне сховище, а також одну з п'яти печаток Альтаїра. В крамниці він знайомиться з Софією — дівчиною, яка захоплюється книгами. Виявляється, в печатках містяться спогади Альтаїра. Спочатку Еціо бачить відвагу та честь Альтаїра в обороні Масьяфа в 1189 році. Після цього, Еціо знайомиться з циганами міста і допомагає їм, отримавши натомість підтримку.
Пізніше Еціо з'ясовує, що тамплієри планують убити принца Сулеймана. З Юсуфом в костюмах італійський співаків, він проникає в палац і рятує юному принцу життя, завдяки чому отримує його довіру. Після цього Еціо, на прохання Сулеймана, підслуховує розмову Ахмета. Незабаром він знаходить ще одну печатку Альтаїра і бачить, що сталося опісля смерті Аль-Муаліма: навіть після смертю наставника, Альтаїр намагався зберегти орден і його честь, та врятувати інших асасинів. Еціо та Сулейман підозрюють, що Тарік Барлетті, капітан яничарів, пов'язаний з тамплієрами. Еціо стежить за ним і з'ясовує, що той послав в арсенал Мануїла. Герой підслуховує розмову і дізнається, що Мануїл зі зброєю хоче вирушити в Каппадокію. Еціо знаходить третю печатку Альтаїра, зі змісту якої стає відомо, що в потім асасини стали просто найманими воїнами і єретиками. А все через смерть Аль-Муаліма та ставлення Альтаїра до Ордену. Аббас захопив владу і вигнав Альтаїра з Масьяфа разом з сином Даримом. Дізнавшись, що Аббас наказав убити Сефа, молодшого сина, Альтаїр убив всіх нападників і втік з села, втративши дружину Марію. Тим часом Еціо допомагає Софії, спочатку добувши посилку для неї, потім знайшовши вкрадену картину, та нарешті, принісши їй п'ять білих тюльпанів.
Через рік Еціо нарешті вбиває Таріка, але той виявляється не зрадником. З наступної печатки Еціо довідується про повернення Альтаїра в Масьяф через 20 років. Разом з іншими асасинами Альтаїр убиває капітанів Аббаса. Потім з пістолета, який Альтаїр сам і сконструював, він убиває самого Аббаса. Далі Еціо вирішує відвідати підземне місто Каппадокію. Перед тим, як Еціо вирушить в дорогу, він прохає Юсуфа подбати про Софію. В Каппадокії Еціо усуває підручного Мануїла — жорстокого вбивцю Шах-Кулу і знищує арсенал тамплієрів, взявши п'яту печатку Альтаїра. Еціо дізнається, що головний змовник — Ахмет. Той загрожує смертю Софії та знищенням асасинів і додає, що всього печаток шість. Еціо повертається назад до Стамбулу і з п'ятої печатки бачить, що Альтаїр і Дарим віддають усі п'ять печаток Нікколо Поло, але про шосту не знають навіть вони.
В Константинополі Еціо бачить хаос — пожежу, бідність і війну, а в крамниці Софії трупи асасинів, серед них — убитий ножем в спину Юсуф Тазім. Зібравши усіх асасинів, розлючений Еціо нападає на Ахмета, але замість бою отримує пропозицію: печатки в обмін на життя Софії. Принісши їх, Еціо сподівається на угоду, але тамплієр обманює його, просто забравши печатки. Аудіторе рятує Софію і разом з нею переслідує Ахмета. В бою Еціо перемагає його, але вбиває Ахмета Селім I Грізний, скинувши з урвища та сказавши, що батько обрав спадкоємця. Також він наказує Еціо забиратися назавжди.
Коли Еціо вже майже досягає бібліотеки, «Анімус» виявляє Дезмонда і починає стирання його розуму, але 16-й рятує Дезмонда, видавши себе за нього, внаслідок чого гине.
У Масьяфі Еціо та Софія знаходять бібліотеку й відкривають її двері за допомогою печаток. Там не виявляється жодних таємних книг, але лежить скелет Альтаїра і шоста печатку. В ній містяться спогади про останні хвилини життя великого асасина. Еціо розуміє, що бібліотека створена не для книг, а для «Яблука Едему», яке належало Альтаїру. Еціо звертається до свого нащадка — Дезмонда з надією, що той знайде відповіді на запитання про «Яблуко» та що за лихо воно повинне відвернути. Опісля Дезмонд потрапляє в нексус часу, де оцифрований образ істоти на ім'я Юпітер пояснює йому, що потужний спалах з Сонця знищив усю першу цивілізацію і лише деякі, хто пережили її, змогли врятуватися. Після розмови з Юпітером, Дезмонд виходить з коми в оточенні Ребекки, Шона й свого батька Вільяма Майлза (лідера сучасних асасинів). Вони приїжджають до місця, де раніше був Великий храм Першої цивілізації, десь у США. В автомобілі Дезмонд, дивлячись на «Яблуко Едему», знайдене ним у фіналі попередньої гри, каже: «Я знаю, що робити далі».

## Завантажувальні доповнення (DLC)
Для гри було видано 3 DLC: The Ancestors Character Pack, Mediterranean Traveler Map Pack і The Lost Archive.
- The Ancestors Character Pack— додає нових персонажів в багатокористувацькому режимі та досягнення;
- Mediterranean Traveler Map Pack— додає декілька нових локацій для багатокористувацького режиму;
- The Lost Archive — додає історію Об'єкта 16. Від першої особи, подорожуючи в «Анімусі», відкриваються нові таємниці Клея Качмарека, зокрема його проникнення в «Абстерґо», його смерть а також кілька фактів щодо Люсі, які підтверджують її можливу причину смерті в Brotherhood: вона — тамплієр і втечу з «Абстерґо» було сплановано нею та Ворреном. Додано численні досягнення, листи в базі даних, і фрагменти «Анімуса» у формі кубів (20 шт.) для того, щоб відкрити другу кінцівку, які треба зібрати в самому DLC. Також в складі останнього доповнення був подарунок, для тих, хто зробив попереднє замовлення гри, зокрема: десяток оновлених досягнень, трійка персонажів для багатокористувацького режиму, турецька броня асасина, костюм Альтаїра та броня Брута.

## Варіанти видання
Гра випускається в п'яти різних комплектаціях: «Standard Edition» (укр. Звичайне видання), «Animus Edition» (укр. Видання Анімус), «Special Edition» (укр. Подарункове видання) і «Collector Edition» (укр. Колекційне видання). Окрім того, на сайті gamestop.ie було анонсовано «Ultimate Bundle» (укр. Максимальна видання), Крім усього іншого включає фігурку Еціо і модель бомбардувальника 2.0 Леонардо да Вінчі. На сайті «gama-gama» у гравців є можливість оформити попереднє замовлення гри, до складу якої увійде костюм Альтаїра і два персонажа для багатокористувацького режиму — хрестоносець і османський доктор.
| Видання ігри                                            | Standard Edition | Animus Edition | Special Edition | Collector Edition | Ultimate Bundle |
| ------------------------------------------------------- | ---------------- | -------------- | --------------- | ----------------- | --------------- |
| Гра                                                     | Так              | Так            | Так             | Так               | Так             |
| Саундтрек                                               | Ні               | Так            | Так             | Так               | Так             |
| Короткометражний фільм Assassin's Creed: Embers         | Ні               | Так            | Ні              | Так               | Так             |
| Енциклопедія гри                                        | Ні               | Так            | Так             | Так               | Ні              |
| Книга ілюстрацій та концепт-артів                       | Ні               | Ні             | Ні              | Так               | Ні              |
| Модель літальної машини Леонардо да Вінчі               | Ні               | Ні             | Ні              | Ні                | Так             |
| Фігурка Еціо Аудіторе                                   | Ні               | Ні             | Ні              | Ні                | Так             |
| Ігрові бонуси                                           |                  |                |                 |                   |                 |
| Додаткова місія                                         | Ні               | Так            | Ні              | Так               | Так             |
| Покращення зброї                                        | Ні               | Так            | Ні              | Так               | Так             |
| Лати Брута                                              | Ні               | Так            | Ні              | Ні                | Ні              |
| Турецькі обладунки ассасина                             | Ні               | Ні             | Так             | Так               | Ні              |
| Персонаж багатокористувацької гри — Хрестоносець        | Ні               | Так            | Так             | Так               | Ні              |
| Персонаж багатокористувацької ігри — Османський блазень | Ні               | Так            | Ні              | Так               | Ні              |
| персонаж багатокористувацької гри — Османський доктор   | Ні               | Ні             | Так             | Ні                | Так             |

Подарункове видання складається з:
- 1 DVD-диск з грою.
- 1 Диск з додатковими матеріалами.
- Книга з ігровими ілюстраціями і керівництвом користувача.
- Додатковий вміст — Турецькі обладунки асасина Еціо, Оттоманський доктор (персонаж для мережевої гри), Хрестоносець (персонаж для мережевої гри).

За попереднє замовлення в інтернет-магазинах також надаються додаткові коди: — Лати Альтаїра, збільшення боєкомплекту.
Колекційне видання складається з:
- 1 DVD-диск із грою.
- 1 Диск з додатковими матеріалами.
- Диск з анімаційним короткометражним фільмом Assassin's Creed: Embers, який розповість про фінальну главу в історії Еціо.
- Повний Артбук в м'якій обкладинці.
- Окремий буклет — керівництво користувача.
- Стильна футболка асасина з відлогою.
- Додатковий вміст — Турецькі обладунки асасина Еціо, Додаткове секретне завдання, Оттоманський блазень (персонаж для мережевої гри), Хрестоносець (персонаж для мережевої ігри), Лати Альтаїра.

За попереднє замовлення в інтернет-магазинах також надаються додаткові коди: — Лати Брута, Збільшення боєкомплекту, Оттоманський доктор (персонаж для мережевої гри).

## Ottoman Edition і Season Pass
Під кінець лютого було оголошено про два нових видання для гри: Ottoman Edition та Season Pass.
Ottoman Edition буде ексклюзивом для Xbox 360 і включатиме крім гри ще й усі DLC і бонуси, які є.
Season Pass лише для PC дасть можливість завантажити всі DLC та бонуси.
Обидва видання обіцяють під кінець 2012 року.

## Розробка
| Агрегатор    | Оцінка                                   |
| ------------ | ---------------------------------------- |
| GameRankings | (PS3) 80.05% (X360) 79.37 % (PC) 74.67 % |
| Metacritic   | (PS3) 80/100 (X360) 80/100 (PC) 80/100   |

| Видання                            | Оцінка  |
| ---------------------------------- | ------- |
| 1Up.com                            | B+      |
| Destructoid                        | 7.5/10  |
| Edge                               | 7/10    |
| Eurogamer                          | 7/10    |
| Game Informer                      | 8.75/10 |
| GamePro                            | 7/10    |
| GameSpot                           | 8.0/10  |
| GamesRadar+                        | 8/10    |
| GameTrailers                       | 8.8/10  |
| IGN                                | 8.5/10  |
| Joystiq                            | [ 24 ]  |
| PlayStation Official Magazine — UK | 9/10    |
| Official Xbox Magazine (США)       | 8.5/10  |
| VideoGamer.com                     | 7/10    |

Гра була офіційно анонсована 5 травня 2011 року на Game Informer, але це оголошення трохи раніше просочилося в інтернеті.
- 29 квітня 2011 року в офіційній групі в Facebook з'явилося посилання на тизер, що закликає поширювати цю інформацію серед друзів[28].
- 26 травня 2011 року був опублікований перший тизер гри.
- 7 червня на виставці E3 були показані трейлер та ігровий процес гри[29].
- У середині серпня на виставці GamesCom був показаний новий трейлер та ігровий процес гри за Еціо й Альтаїра.
- З 3 по 17 вересня був проведений бета-тест багатокористувацького режиму, в якому змогли взяти участь передплатники PlayStation Plus і користувачі Uplay.
- 27 вересня вийшла повна версія сюжетного трейлера показаного ще в червні на виставці E3 2011.
- 16 жовтня Ubisoft офіційно оголосила дату релізу PC-версії гри — 29 листопада 2011 року.
- 26 жовтня Ubisoft повідомила про надання в друк Assassin's Creed Revelations.

## Продажі
Гра була продана в кількості 7000000 копій.

## Продовження
Одразу ж після виходу Revelations, стала з'являтися різна інформація з приводу наступної частини гри. Так, 17 листопада 2011 журнал PSM3 повідомив про те, що найімовірніше події наступної частини відбуватимуться в Єгипті.
Іншими місцями дій називалися: Середньовічної Китайська Народна Республіка, Вікторіанська епоха, Сполучені Штати Америки часів війни за незалежність, феодальна Японія.
5 березня 2012 Ubisoft анонсували нову частину гри, вихід якої запланований на 31 жовтня 2012 року. Події гри переносяться в Америку часів війни за незалежність і охопить період з 1753 по 1783, де головним героєм стане індіанець-напівкровка Коннор Кенвей або Радунхагейду. Ця гра завершить історію Дезмонда.